# 一郎X二郎
《一郎X二郎》是日本作家奧田英朗的長篇小說。本作耗費三年，2005年6月30日發行單行本，2007年8月31日發行上、下兩冊的文庫版。小說被導演森田芳光改編成電影〈南方大作戰〉，2007年上映。

## 故事角色

### 上原家
- 上原一郎（44歲）：沖繩出身，前社會運動家，自稱「小說家」和「無政府主義」者。因拒繳「國民年金」屢和地方公務員吵架，滿口不屑義務教育，也常叫二郎不要去學校。二郎煩惱的來源。
- 上原櫻（上原さくら，42歲）：舊姓堀內，前社會運動家。在租屋處附近經營咖啡店維生，家中經濟支柱。
- 上原洋子（21歲）：上原家長女，但和上原一郎沒有血緣關係。
- 上原二郎（11歲）：上原家長男。中野小學六年級生，食量極大，故事敘述的主要視角。
- 上原桃子（9歲）：上原家次女。中野小學四年級生，常常懷帶著夢幻的公主夢。

### 東京篇
出現於上冊《東京大夜逃》的主要人物，故事場景發生在東京。
- 南愛子：中野小學的教師、二郎的班導。
- 仲村明（仲村アキラ）：暱稱「阿明叔」，沖繩出身，一郎從事社會運動時的故友。間接導致上原舉家搬遷至沖繩，被逮捕前送了二郎一艘中古漁船。
- 楠田淳：中野小學六年級生，二郎的同學。
- 向井：中野小學六年級生，二郎的同學。
- 間宮：中野小學六年級生，二郎的同學。
- 黑木：不良少年，但和二郎後來變成好朋友。

### 沖繩篇
出現於下冊《南方大作戰》的主要人物，故事場景發生在沖繩西表島。
- 新垣巡警：西表島派出所的年輕員警，對上原洋子一見鍾情。
- 白井七惠：南風小學六年級生，二郎唯一的同學。曾留英的歸國子女，不喜歡東京學校的風氣轉學而來，借宿在西表島的阿姨家。
- 悠達：西表島漁夫，常常送東西到上原家。
- 雜貨店老闆娘：上原家沒有地址，二郎只好常常麻煩老闆娘代為收信或訂購東西，也包括借電話。
- 班尼：加拿大人，四處流浪的背包客，在西表島住了半年。
- 座間社長：村議員兼建商。

## 故事概要

### 東京篇
上原五口之家在東京中野區租屋居住，主角二郎就讀於中野中央小學六年級，上有姊姊洋子、妹妹桃子，母親阿櫻在住家附近經營一間咖啡館做生意，看是一個再也平凡不過的家庭，但隨年紀漸漸增長，二郎漸漸發現自己的爸爸一郎與眾不同，不僅成天遊手好閒，聲稱自己是作家，老窩在家裏寫稿，更常常揚言拒絕當日本國民、拒繳稅金之類等脫序言論，當學校舉辦畢業旅行時，對於旅行團費過高，一郎甚至衝到學校裏，大聲質疑校方「拿回扣」，要求公布畢旅團費明細。
一郎的抗議令班導南愛子非常苦惱，也令二郎陷入難堪，他開始在想：「為什麼我的爸爸和其他人不一樣呢？」更奇怪的是，母親阿櫻對於父親種種的作為往往笑著幫腔，從來不出聲反對。
偏偏在這個時期，二郎和同學阿淳、向井、間宮被不良少年黑木、阿勝接連威脅，讓二郎心事益加重重；外加大姊似乎戀上有婦之夫，因此和父親相處情形也越來越惡劣，二郎心境更陷入愁雲慘霧的狀態。
某次二郎在與不良少年黑木和阿勝對峙期間，意外得知父親、母親曾經都是社會運動的健將，母親阿櫻甚至有「殺人未遂」的案底，讓二郎開始對父母親印象大為改觀。
不久之後，家裏來了一郎的西表島同鄉來借住，也是過去一郎從事社會運動的戰友－仲村明。仲村明暱稱阿明叔，阿明叔借住期間，常神秘兮兮拜託二郎去義賣娃娃給某大樓的特定住戶，二郎屢屢拒絕，阿明叔只好以請吃迴轉壽司、還有替二郎出面教訓不良少年為條件，才陸陸續續獲得二郎的幫助，最後一次請託時，阿明叔允諾要贈與二郎一艘貨真價實的船。
沒多久，阿明叔傳出涉入一件傷人致死事件，上原家租屋處一夕之間被媒體、警察包圍得水洩不通，房東也因此決定收回房子，一郎原本已談定的小說出版計畫，也因此被迫中止。上原一家陷入山窮水盡後，毅然決定舉家搬到一郎的故鄉，也就是八重山的西表島去。
匆匆離開東京之前，二郎向他的好友們逐一道別，也順利和那些與他交過手、打過架的不良少年們當面做了了斷。

### 沖繩篇
上原家除了已成年的大姊洋子獨留東京之外，舉家搬到西表島，生活在環境極為簡陋的森林小木屋，素來懶散的一郎竟然拿起鋤頭耕田起來，母親阿櫻也露出樂在其中的表情，令二郎和桃子非常不適應，但抱怨歸抱怨，兩兄妹還是常常騎著腳踏車四處在島上探險，還因此結識了在島上生活大半年的加拿大人班尼。
一陣子後，原本在東京的姊姊洋子結束一場不倫戀，也搬來西表島上居住，竟然馬上吸引起派出所巡查新垣深情的愛慕。洋子順手帶來一封二郎班導南愛子的道歉信，信中說「校長果真有收回扣」，「我身為大人卻不敢提出質疑反抗，感到十分羞愧」，「你有個值得你驕傲的父親」云云，大大扭轉二郎對父親一郎的看法。然後也多虧洋子的到來，二郎和桃子才順利進入全校僅有六人的南風小學就讀。
後來，一郎開著阿明叔送給二郎的船，帶一家人四處捕魚遊玩，二郎覺得姊姊和父親的關係莫名拉近了，正當一家人漸漸習慣在西表島上無拘無束的生活之後，村議員兼建商社長座間進行開發案的消息傳來，將怪手開進森林，揚言要拆除上原家的木屋，打破了這地方的寧靜生活。
二郎六年級唯一的同學，白井七惠的阿姨來到上原家，商請曾有從事社會運動豐富經驗的一郎來領導他們展開抗議，卻被一郎嚴正拒絕，他對此表示他不願意屬於任何組織，只想一個人行動，這樣強硬的作法又得罪白井七惠阿姨，還有她身邊的村民。
一郎依然故我，後來和班尼聯手破壞座間社長的推土機與怪手等器具，導致一郎夫妻都被扭送至警局，但在拘留派出所的夜晚，趁著大風大浪及無人注意時，這對夫妻居然偷偷溜走了！上原夫婦在臨走之前，將二郎和桃子託付給長女洋子，便灑脫地駕著船揚長而去。
「那是我的船，要記得還我喔！」二郎望著父母漸行漸遠的背影，如是放聲吶喊。